# 牛文元
牛文元（1939年11月—2016年9月28日），河南焦作人，中华人民共和国政治人物，国务院参事，第九、十、十一届全国政协委员，世界科学院院士。主要研究方向为战略管理学、环境与发展、可持续发展。

## 生平
1939年11月，生于晋冀鲁豫太行区第八分区（现河南省焦作市）。1947年，牛文元进入村里的小学读书。1952年，还有一年才小学毕业的牛文元考入焦作中学。1962年，牛文元从西北大学地理系毕业。但当时大学生分配比较困难，同时国家第一次正式招考研究生。牛文元报考并考上中科院地理学研究生，导师为中科院地理所所长黄秉维。1966年，牛文元从中国科学院研究生毕业。由于文化大革命的缘故，牛文元被派到解放军农场将近两年。1966年9月至1988年8月，任中国科学院地理研究所实习研究员、研究员助理、副研究员、研究员（其中，1980-1983公派到美国作访问学者）。1988年9月至1992年11月，任中国科学院生态环境研究中心所长助理、研究员。1992年12月，任中国科学院科技政策与管理科学研究所研究员。后任中国科学院大学公共管理学院教授、博士生导师，并任中国科学院可持续发展战略研究组组长、首席科学家，国务院应急管理专家组成员，中美环境与发展研究委员会中方主席等职。1983年，在中国科学院地理所工作的牛文元参加联合国世界环境与发展委员会《布伦特兰报告》（即《我们共同的未来》）的起草工作。2001年，被选为世界科学院院士。2003年，被聘为国务院参事。
2016年9月28日上午11时许，在北京逝世。

## 相關
- 中國城市發展報告